# La Rue sans nom (film)
Pour les articles homonymes, voir La Rue sans nom.
Pour plus de détails, voir Fiche technique et Distribution.
La Rue sans nom est un film français réalisé par Pierre Chenal, sorti en 1934.

## Synopsis
Dans une étroite et misérable rue, l'ancien forçat Finocle arrive chez Méhoul, un ancien complice installé dans un deux pièces avec sa femme, une ancienne beauté, et leur fils Manu. Finocle s'installe chez eux avec Noa, sa très jolie fille qui devient le centre d'intérêt du quartier.

## Fiche technique
- Réalisation : Pierre Chenal
- Scénario : d'après le roman La Rue sans nom de Marcel Aymé
- Adaptation: Pierre Chenal, Roger Blin
- Dialogue : Marcel Aymé
- Décors : Roland Quignon
- Photographie : Joseph-Louis Mundwiller, assisté d'Albert Duverger
- Musique : Paul Devred
- Production : Les Productions Pellegrin
- Pays :  France
- Format : Noir et blanc  - Son mono - 1,37:1 - 35 mm
- Genre : Film dramatique
- Durée : 82 min
- Date de sortie : 
  - France : 2 février 1934
- Affiche : Roland Coudon (France)

## Distribution
- Constant Rémy : M. Méhoul
- Fréhel : La Méhoul
- Gabriel Gabrio : Finocle
- Paul Azaïs : Manu
- Pola Illéry : Noa
- Enrico Glori : Cruseo
- Giovannino Armando Labella : Amedée
- Robert Le Vigan : Vanoël
- Pierre Labry : Minche
- Dagmar Gérard : La Jimbre
- Marcel Delaitre : Johannieu
- Paule Andral : Mme Louise Johannieu
- René Bergeron : Schrobre
- Georges Douking : Drevel
- Charles Lemontier : Cloueur
- Pierre Larquey : le petit vieux
- Marcel La Montagne Le cordonnier
- René Blesch
- Max Dalban